# Aspistomella lobioptera
Aspistomella lobioptera är en tvåvingeart som beskrevs av Friedrich Georg Hendel 1909. Aspistomella lobioptera ingår i släktet Aspistomella och familjen fläckflugor. Inga underarter finns listade.